# Kanton Souilly
Kanton Souilly (fr. Canton de Souilly) byl francouzský kanton v departementu Meuse v regionu Lotrinsko. Tvořilo ho 18 obcí. Zrušen byl po reformě kantonů 2014.

## Obce kantonu
- Ancemont
- Heippes
- Julvécourt
- Landrecourt-Lempire
- Lemmes
- Les Monthairons
- Nixéville-Blercourt
- Osches
- Rambluzin-et-Benoite-Vaux
- Récourt-le-Creux
- Saint-André-en-Barrois
- Senoncourt-les-Maujouy
- Les Souhesmes-Rampont
- Souilly
- Tilly-sur-Meuse
- Vadelaincourt
- Villers-sur-Meuse
- Ville-sur-Cousances